# Gärtringen
Gärtringen är en kommun och ort i Landkreis Böblingen i regionen Stuttgart i Regierungsbezirk Stuttgart i förbundslandet Baden-Württemberg i Tyskland.
Kommunen ingår tillsammans med kommunen Ehningen i kommunalförbundet Gärtringen/Ehningen.